# La Dernière Torpille
Pour plus de détails, voir Fiche technique et Distribution.
La Dernière Torpille (titre original : Torpedo Run) est un film américain réalisé par Joseph Pevney en 1958.

## Synopsis
Le sous-marin Greyfish, pendant la Seconde Guerre mondiale, traque le porte-avions japonais Shinaru, responsable de nombreux dégâts dans les flottes alliées.

## Fiche technique
- Titre original : Torpedo Run
- Réalisation : Joseph Pevney
- Scénario : Richard Sale et William Wister Haines (en) d'après une histoire de Richard Sale
- Directeur de la photographie : George J. Folsey
- Montage : Gene Ruggiero
- Costumes : Helen Rose
- Production : Edmund Grainger
- Genre : Film de guerre
- Pays :  États-Unis
- Durée : 98 minutes
- Date de sortie :
  -  États-Unis : 24 octobre 1958 (New York)
  -  Australie : 15 janvier 1959
  -  Allemagne de l'Ouest : 10 février 1959

## Distribution
- Glenn Ford (VF : Roland Ménard) : Lt-Cmdr. Barney (Bertrand en VF) Doyle
- Ernest Borgnine : Lt. Archer « Archie » (Charles en VF) Sloan
- Diane Brewster (VF : Thérèse Rigaut) : Jane Doyle
- Dean Jones : Lt. Jake « Fuzz » Foley
- L.Q. Jones (VF : Gabriel Cattand) : « Hash » Benson
- Philip Ober (VF : Claude Péran) : Amrl. Samuel Setton
- Richard Carlyle : Cmdr. Don Adams
- Fredd Wayne (en) : Orville « Goldie » Goldstein
- Don Keefe (VF : Henry Djanik) : Ens. Ron Milligan
- Robert Hardy (VF : Philippe Mareuil) : Lt. Redley
- Paul Picerni (VF : Jacques Thébault) : Lt. Burt Fisher
- Louis Quinn (VF : Jean Daurand) : Martin
- William Schallert (VF : Jean-Claude Michel) : Capt. Randy Vandercook
- Sam Edwards (VF : Roger Rudel) : Coleman, l'opérateur radio du Dauphin
- Hugh Pryor (VF : Henry Djanik) : Jennings, l'infirmier

## Article annexe
- Sous-marins au cinéma et à la télévision